# Квадратриса
Квадратриса — плоска трансцендентна крива, що визначається кінематично. Винайдена софістом Гіппієм (V століття до н. е.), використовувалась в античні часи для розв'язання задач квадратури круга та трисекції кута.

Рис. 1. Кінематичне визначення квадратриси

## Кінематичне визначення
Розглянемо квадрат {\displaystyle ABCD} (рис. 1), в який вписано сектор чверті круга. Нехай точка {\displaystyle E} рівномірно рухається по дузі від точки {\displaystyle D} до точки {\displaystyle B}; одночасно відрізок {\displaystyle A'B'} рівномірно рухається з позиції {\displaystyle DC} в позицію {\displaystyle AB}. Нарешті, вимагатимемо, щоб обидва рухи завершилися одночасно. Тоді точка перетину радіуса {\displaystyle AE} та відрізка {\displaystyle A'B'} опише квадратрису (позначена червоним).

## Рівняння кривої
- В полярних координатах:

{\displaystyle \rho ={\frac {2R}{\pi }}{\frac {\varphi }{\sin \varphi }}.}
| Виведення |
| --- |

Рис. 2. Квадратриса

| Виведемо рівняння квадратриси у полярних координатах. Нехай {\displaystyle R} — радіус кола, {\displaystyle \varphi } — поточний кут {\displaystyle FAG}, {\displaystyle \rho =AF} — полярний радіус. Для зручності введемо час {\displaystyle t}, який за період руху зміняватиметься з 0 до 1. Тоді рівномірний рух точки {\displaystyle E} по дузі довжиною {\displaystyle \textstyle {\frac {\pi }{2}}} можна виразити рівнянням: {\displaystyle \varphi ={\frac {\pi }{2}}\cdot (1-t).} Рівномірний рух відрізка {\displaystyle A'B'} виразиться рівнянням: {\displaystyle A'A=\rho \sin \varphi =(1-t)R} Виключаючи з рівнянь {\displaystyle 1-t}, отримаємо остаточно: {\displaystyle \rho ={\frac {2R\varphi }{\pi \sin \varphi }}.} |

- в прямокутних координатах можна записати рівняння квадратриси в наступному вигляді:

{\displaystyle x=y\,\operatorname {ctg} {\frac {\pi y}{2R}}}
| Виведення |
| --- |
| Приводимо рівняння в полярних координатах до наступного стану: {\displaystyle \rho \sin \varphi ={\frac {2R}{\pi }}\varphi } Врахувавши {\displaystyle \rho \sin \varphi =y}, отримаємо {\displaystyle y={\frac {2R}{\pi }}\varphi } Із геометричних міркувань: {\displaystyle \textstyle \varphi =\operatorname {arctg} {\frac {y}{x}}}. Тоді рівняння постане у вигляді: {\displaystyle {\frac {\pi y}{2R}}=\operatorname {arctg} {\frac {y}{x}}} Беремо тангенс обох частин: {\displaystyle \operatorname {tg} {\frac {\pi y}{2R}}={\frac {y}{x}}} тобто {\displaystyle x=y\,\operatorname {ctg} {\frac {\pi y}{2R}}} |

## Трисекція кута
Трисекція кута, тобто поділ довільного кута на три рівні частини, за допомогою квадратриси здійснюється елементарно. Нехай {\displaystyle EAB} (рис. 1) — деякий кут, третину якого треба побудувати. Алгоритм поділу наступний:
1. Знаходимо точку {\displaystyle F} на квадратрисі і її ординату {\displaystyle A'}.
2. Відкладаємо на відрізку {\displaystyle AA'} його третю частину; отримаємо точку {\displaystyle H}.
3. Знаходимо на квадратрисі точку {\displaystyle K} з ординатою {\displaystyle H}.
4. Проводимо промінь {\displaystyle AK}. Кут {\displaystyle KAB} — шуканий.

Доведення даного алгоритму витікає з рівномірності обох рухів, що утворюють квадратрису.
Очевидно також, що аналогічними діями можна поділити кут на будь-яке число рівних частин.

## Квадратура круга

Рис. 3. Квадратура круга

Тут завдання ставиться таким чином: побудувати квадрат з такою самою площею, як у заданого круга радіуса {\displaystyle R}. Алгебраїчно це означає рішення рівняння : {\displaystyle x^{2}=\pi R^{2}}.
Побудуємо для початкового круга квадратрису, як на рис. 1. Можна показати, що абсциса {\displaystyle AG} її нижньої точки дорівнює {\displaystyle {\frac {2R}{\pi }}}. Відобразимо це у вигляді пропорції: {\displaystyle C:2R=2R:AG}, де {\displaystyle C=2\pi R} — довжина кола. Наведене співвідношення дозволяє побудувати відрізок довжини {\displaystyle C}. Прямокутник із сторонами {\displaystyle R} і {\displaystyle C/2} буде мати потрібну площу, а побудувати рівновеликий йому квадрат — справа неважка.